# HB Tórshavn

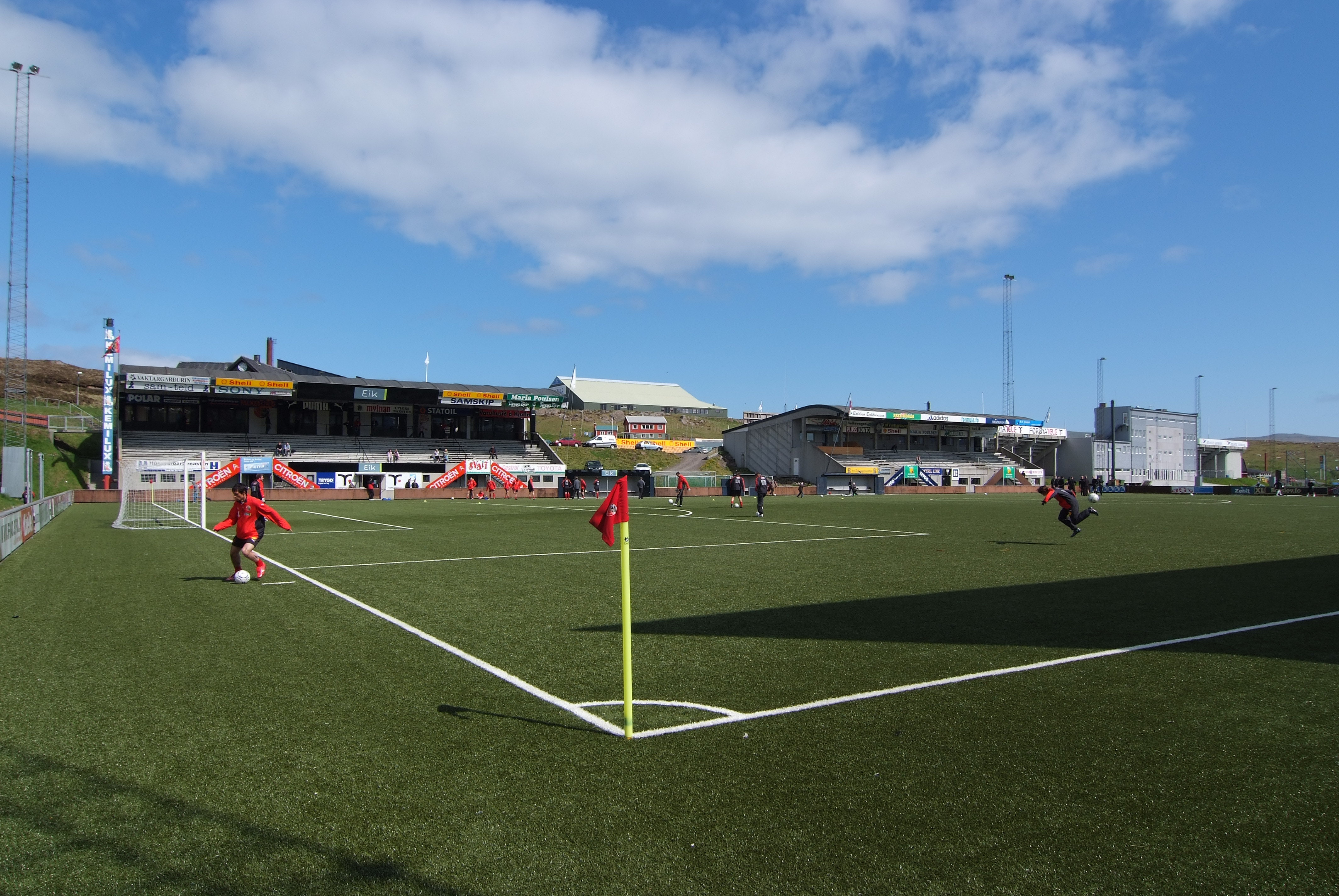
Het Gundadalur wordt als voetbalstadion gedeeld met aartsrivaal B36 Tórshavn.

Havnar Bóltfelag Tórshavn - de gebruikelijke naam is HB - is een voetbalclub uit Tórshavn, de hoofdstad van de Faeröer. De club werd in oktober 1904 opgericht en is daarmee een van de oudste clubs van de Faeröer.

## Mannen
HB is bij de mannen de succesvolste voetbalclub met 22 landstitels. In 2004 passeerde de club met hun achttiende titel KÍ Klaksvík met wie ze in 2003 op gelijke hoogte waren gekomen. Sinds de Faeröerse clubs vanaf 1992/93 deelnemen aan de Europese voetbaltoernooien kwam HB nagenoeg in alle seizoenen in een van de Europese toernooien uit.

### Eindklasseringen
| 1 |

| 4 |

| 3 |

| 1 |

| 1 |

| 1 |

| 2 |

| 2 |

| 3 |

| 2 |

| 2 |

| 1 |

| 2 |

| 1 |

| 1 |

| 1 |

| 2 |

| 2 |

| 1 |

| 3 |

| 2 |

| 1 |

| 1 |

| 2 |

| 3 |

| 2 |

| 2 |

| 2 |

| 1 |

| 2 |

| 1 |

| 6 |

| 4 |

| 2 |

| 2 |

| 2 |

| 3 |

| 2 |

| 1 |

| 4 |

| 2 |

| 7 |

| 1 |

| 1 |

| 1 |

| 3 |

| 1 |

| 4 |

| 2 |

| 1 |

| 1 |

| 8 |

| 3 |

| 1 |

| 2 |

| 4 |

| 5 |

| 5 |

| 1 |

| 4 |

| 1 |

| 2 |

| 3 |

| 3 |

| 3 |

| Niveau 1 | Niveau 2 |

Niveau 1 kende in de loop der tijd meerdere namen, meestal vanwege de hoofdsponsor. Zie Meistaradeildin#Competitie.

### Erelijst
Landskampioen (24x)
in 1955, 1960, 1963, 1964, 1965, 1971, 1973, 1974, 1975, 1978, 1981, 1982, 1988, 1990, 1998, 2002, 2003, 2004, 2006, 2009, 2010, 2013, 2018, 2020
Beker van de Faeröer
winnaar (30x) in 1955, 1957, 1959, 1962, 1963, 1964, 1968, 1969, 1971, 1972, 1973, 1975, 1976, 1978, 1979, 1980, 1981, 1982, 1984, 1987, 1988, 1989, 1992, 1995, 1998, 2004, 2019, 2020, 2023, 2024
finalist (11x) in 1958, 1960, 1965, 1966, 1974, 1991, 1993, 1996, 2000, 2007, 2014
Supercup van de Faeröer (3x)
in 2009, 2010, 2019

### In Europa
HB speelt sinds 1993 in diverse Europese competities. Hieronder staan de competities en in welke seizoenen de club deelnam:
| Champions League (10x) | 1999/00, 2003/04, 2004/05, 2005/06, 2007/08, 2010/11, 2011/12, 2014/15, 2019/20, 2021/22 |
| Europa League (6x)     | 2009/10, 2013/14, 2015/16, 2016/17, 2019/20, 2020/21                                     |
| Conference League (5x) | 2021/22, 2022/23, 2023/24, 2024/25, 2025/26                                              |
| Europacup II (3x)      | 1993/94, 1996/97, 1997/98                                                                |
| UEFA Cup 3x)           | 1994/95, 1998/99, 2001/02                                                                |
| Intertoto Cup (3x)     | 1995, 2000, 2006, 2008                                                                   |

## Vrouwen
Het vrouwenelftal van HB was tot 2005 record landskampioen (7x) sinds in 1985 met de 1.Deild voor vrouwen van start was gegaan, maar werd achterhaald door het team van KÍ Klaksvík dat in 2005 ook de zevende titel en in 2006 alleen recordhouder werd.
Landskampioen
7x; in 1986, 1988, 1989, 1993, 1994, 1995, 1999
Beker van de Faeröer
winnaar (5x) in 1990, 1996, 1998, 1999, 2001
finalist (5x) in 1991, 2000, 2002, 2003, 2014